# Acrolophus dictyopsamma
Acrolophus dictyopsamma är en fjärilsart som beskrevs av Edward Meyrick 1931. Acrolophus dictyopsamma ingår i släktet Acrolophus och familjen Acrolophidae. Inga underarter finns listade i Catalogue of Life.